# 안제이 세베린
안제이 테오도르 세베린(폴란드어: Andrzej Teodor Seweryn, 1946년 4월 25일~)은 폴란드의 배우, 영화 감독이다.

## 출연 작품

### 영화
- 라스트 패밀리 (2016년)
- 더 벌처 (2013년)
- 당신은 아직 아무것도 보지 못했다 (2012, Vous n'avez encore rien vu) - 마셀린 역
- 리틀 로즈 (2010년)
- 파서빌리티 오브 언 아일랜드 (2008년)
- 야경 (2007년)
- 리벤지 (2002년)
- 파이어 & 스워드 (1999년)
- 판 타데우스 (1999년)
- 범죄의 계보 (1997년) - 크리스티앙 역
- 토탈 이클립스 (1995년)
- 쉰들러 리스트 (1993년) - 줄리안 쉐르너 역
- 인도차이나 (1992년) - 에브라르 역
- 컨빅션(영어판) (1990년)
- 프랑스 대혁명 (1989년)
- 은빛 지구 (1988년)
- 내 인생의 여인 (1986년)
- 단톤 (1982년)
- 철의 사나이 (1981년)
- 대리석 인간 (1977년)
- 약속의 땅 (1975년) - 막스 역